# مارا غاي
مارا غاي (بالإنجليزية: Mara Gaye)‏ هي ممثلة أمريكية، ولدت في 16 سبتمبر 1920 في ذا برونكس في الولايات المتحدة، وتوفيت في 22 يوليو 2005.

## وصلات خارجية
- مارا غاي على موقع IMDb (الإنجليزية)
- مارا غاي على موقع قاعدة بيانات برودواي على الإنترنت (الإنجليزية)